# Antaplaga pyronea
Antaplaga pyronea är en fjärilsart som beskrevs av Druce 1895. Antaplaga pyronea ingår i släktet Antaplaga och familjen nattflyn. Inga underarter finns listade i Catalogue of Life.